# Río San Carlos (vattendrag i Costa Rica)
Río San Carlos är ett vattendrag i Costa Rica.   Det ligger i provinsen Alajuela, i den norra delen av landet, 100 km norr om huvudstaden San José.